# Eigerøy fyr
Eigerøy fyr är en norsk kustfyr i Eigersunds kommun i fylket Rogaland. Fyrtornet byggdes 1854 och innebar en ny landvinning inom norskt fyrväsende. Det var det första norska fyrtornet byggt i gjutjärn, ett material som sedan kom att användas till många fyrtorn i landet. Tornet är nära 33 meter högt och sedan 1897 utrustat med Fresnellins av första ordningen.
Fyren är automatiserad sedan 1989, och sedan 1998 är fyren och omkringliggande byggnader skyddade som kulturminnen.